# Gare de Luant
La gare de Luant est une gare ferroviaire française, de la ligne des Aubrais - Orléans à Montauban-Ville-Bourbon, située sur le territoire de la commune de Luant, dans le département de l'Indre, en région Centre-Val de Loire.
C'est une halte de la Société nationale des chemins de fer français (SNCF) desservie par les trains du réseau TER Centre-Val de Loire.

## Situation ferroviaire

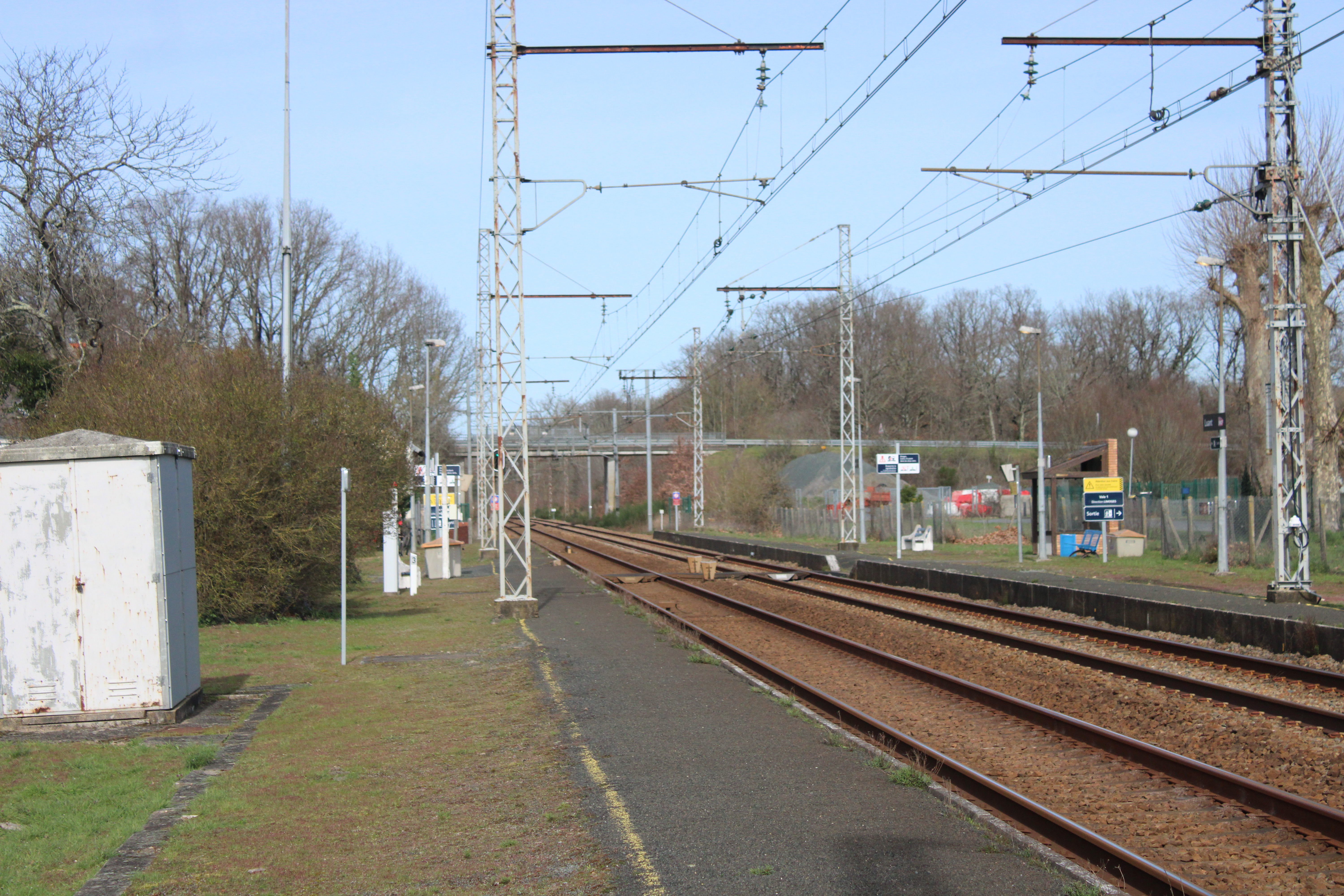
Vue générale de la gare en 2024.

Établie à 151 mètres d'altitude, la gare de Luant est située au point kilométrique (PK) 276,281 de la ligne des Aubrais - Orléans à Montauban-Ville-Bourbon, entre les gares de Châteauroux et de Lothiers.

## Histoire

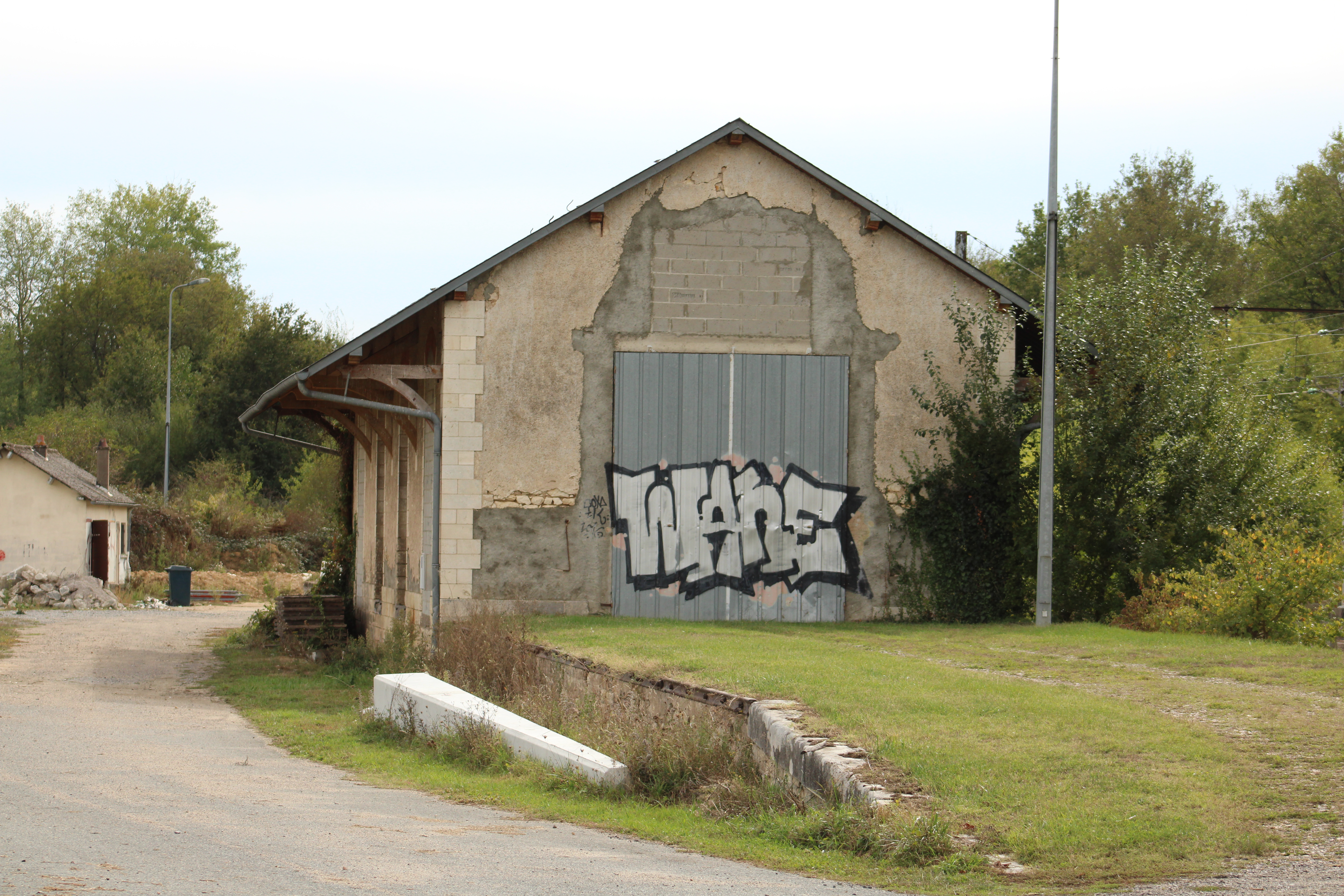
L'ancienne halle à marchandises.

La gare ouvre en 1854 et est alors équipée d'une seule voie, la voie sera doublée en 1881 ce qui agrandira la station.
Le 24 septembre 1878, le train omnibus n°11 parti de Paris a 14h35 entra en collision avec un train de marchandises entre les gares de Châteauroux et de Luant entre 22h et 23h. Ce dernier avait franchi un signal fermé en gare de Luant. Plusieurs voyageurs et agents de la compagnie ont été blessés dont 5 grièvement.
La gare a possédé un bâtiment voyageurs dans le même style que la gare de Celon (bâtiment PO de type 3) sans l'étage des deux annexes, et il a été détruit entre 1991 et 1994 (aucune date précise). Elle a également possédé une halle à marchandises, toujours visible.
Le bâtiment voyageurs se trouvait sur le quai pour Châteauroux, c'est-à-dire le quai le plus court. 

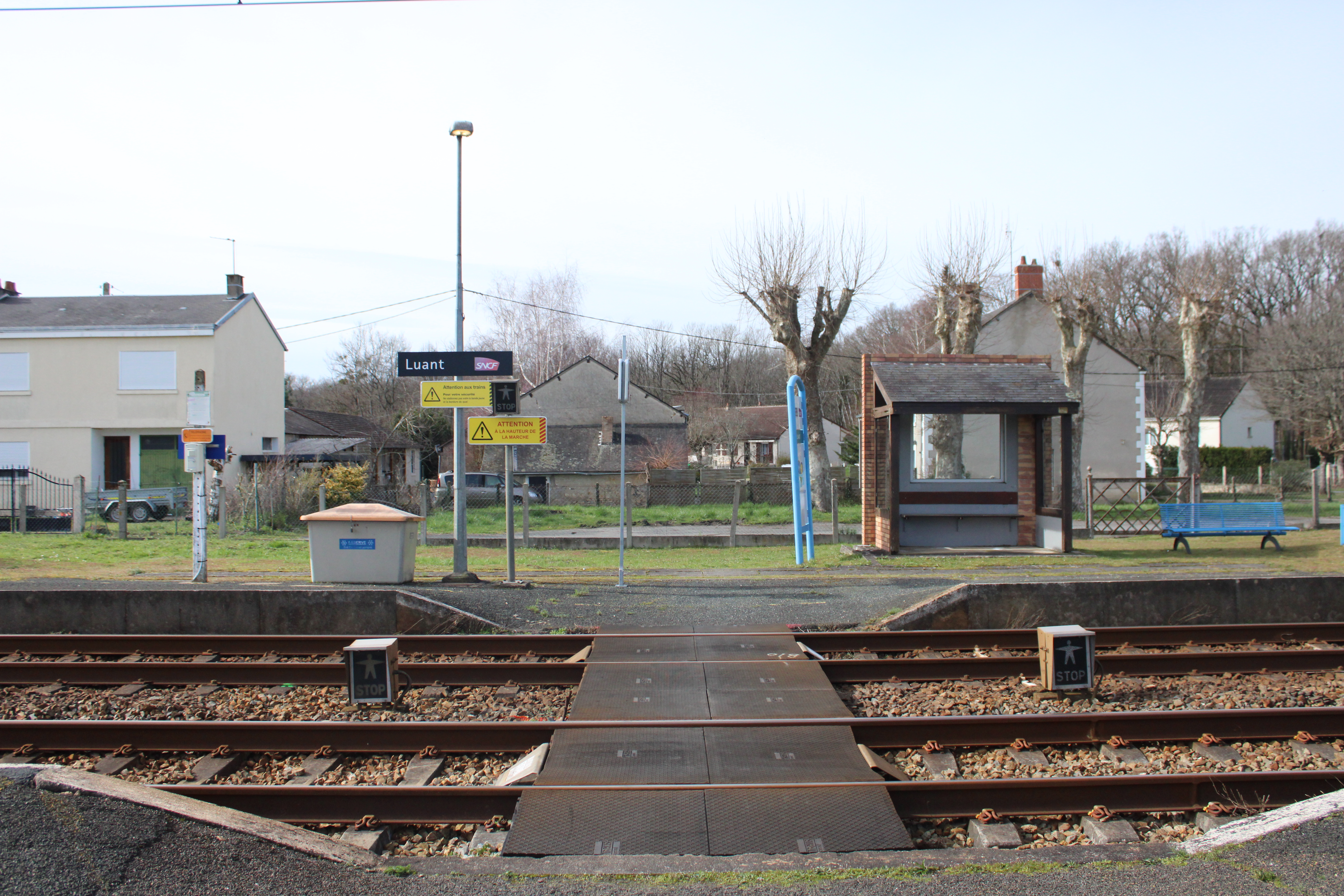
L'emplacement de l'ancien bâtiment voyageurs

### Fréquentation
Selon les estimations de la SNCF, la fréquentation annuelle de la gare figure dans le tableau ci-dessous.
| Année               | 2014 | 2015 | 2016 | 2017 | 2018 | 2019 | 2020 | 2021  | 2022  | 2023  | 2024  |
| ------------------- | ---- | ---- | ---- | ---- | ---- | ---- | ---- | ----- | ----- | ----- | ----- |
| Nombre de voyageurs | 758  | 924  | 755  | 268  | 30   | 107  | 655  | 1 387 | 1 741 | 1 743 | 1 792 |

## Service des voyageurs

### Accueil
Halte SNCF, c'est un point d'arrêt non géré (PANG) à entrée libre.
Elle est équipée de deux quais latéraux : le quai 1 (voie 2) mesure 95 m de long  et le quai 2 (voie 1) mesure 143 m de long. Les deux quais possèdent un abri voyageurs et le changement de quai se fait par un platelage posé entre les voies (passage protégé).

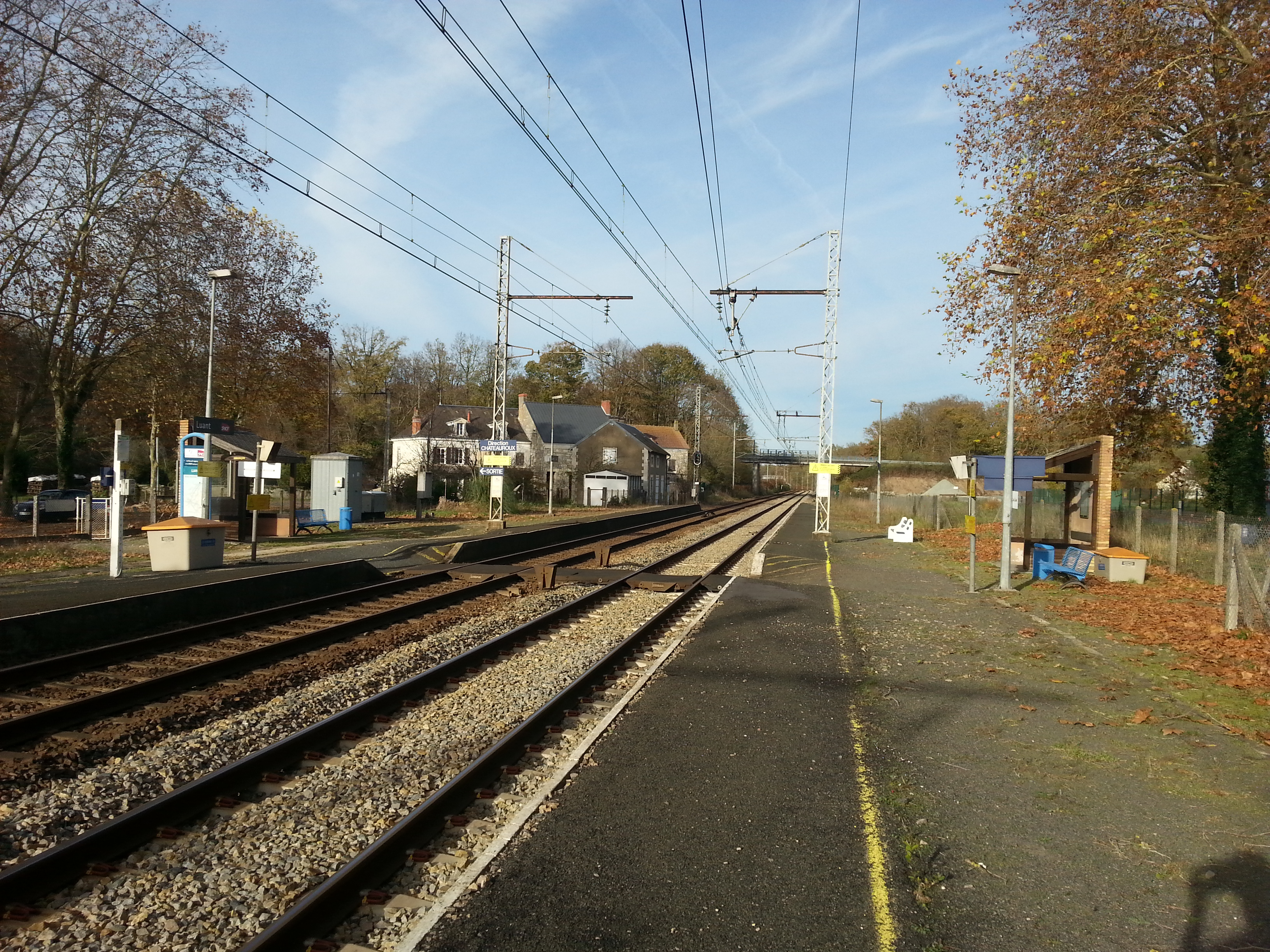
Le quai pour Limoges en 2015.
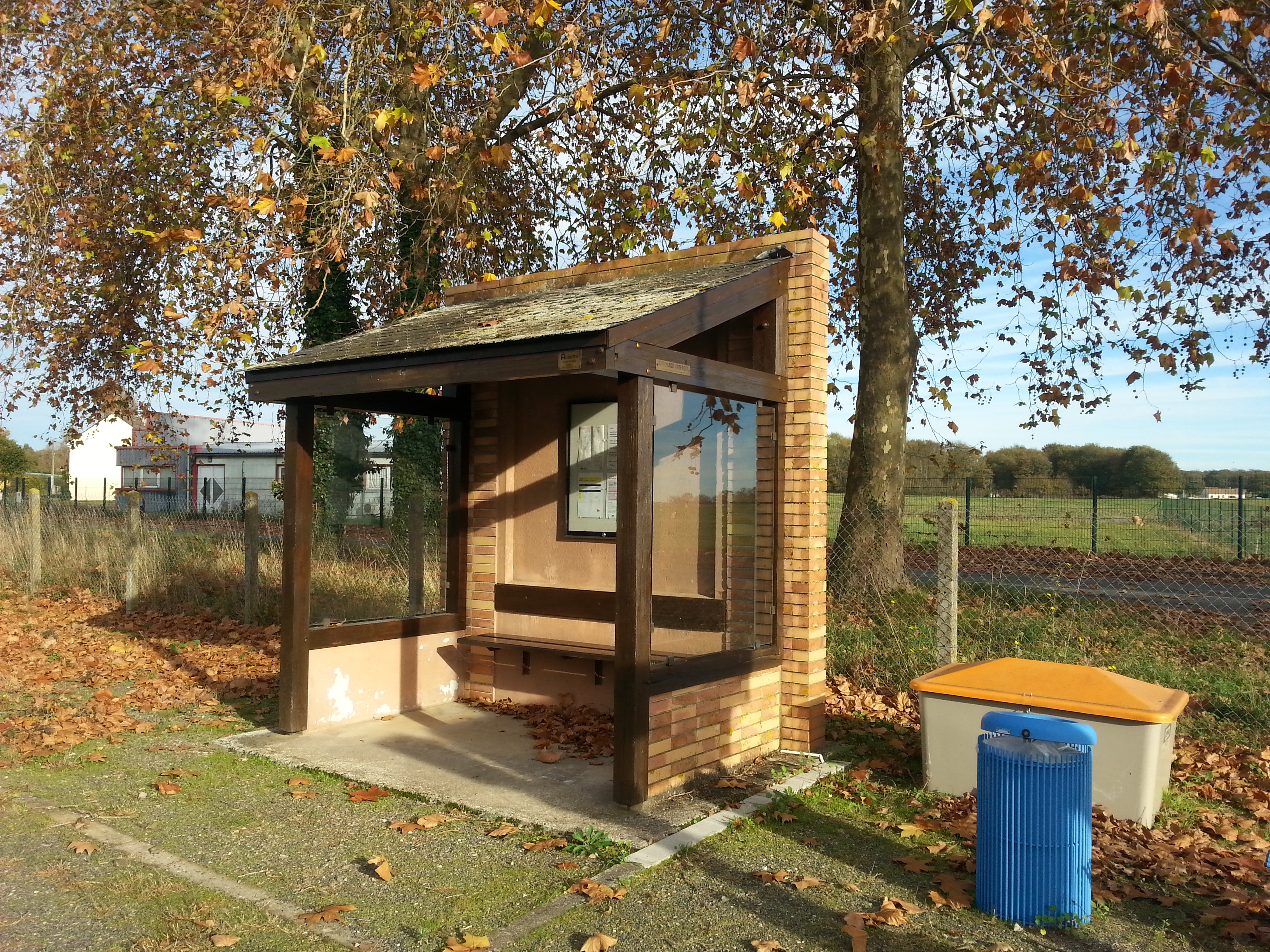
L’abri pour voyageurs du quai pour Limoges en 2015.
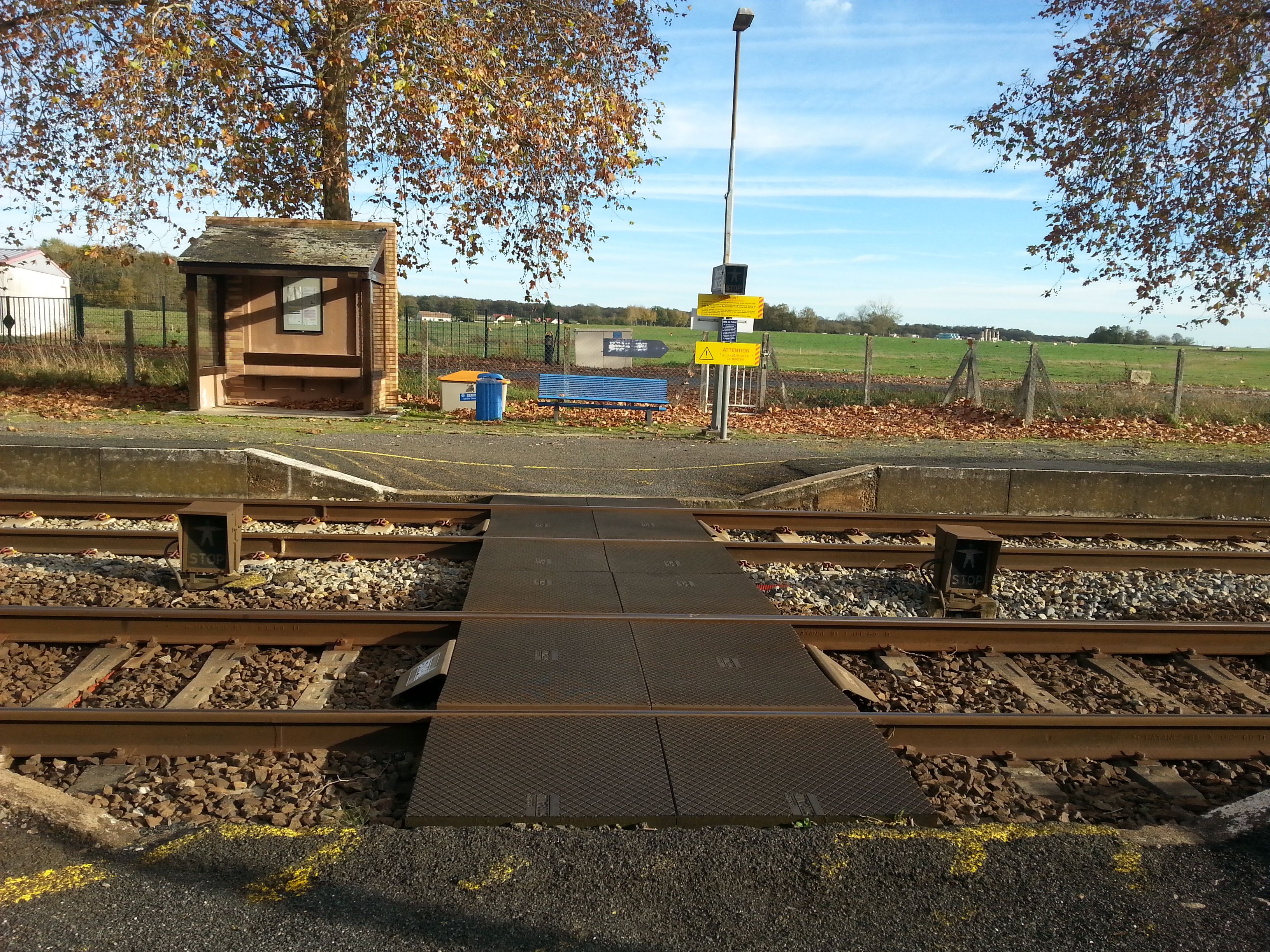
La traversée de voie par les piétons en 2015.
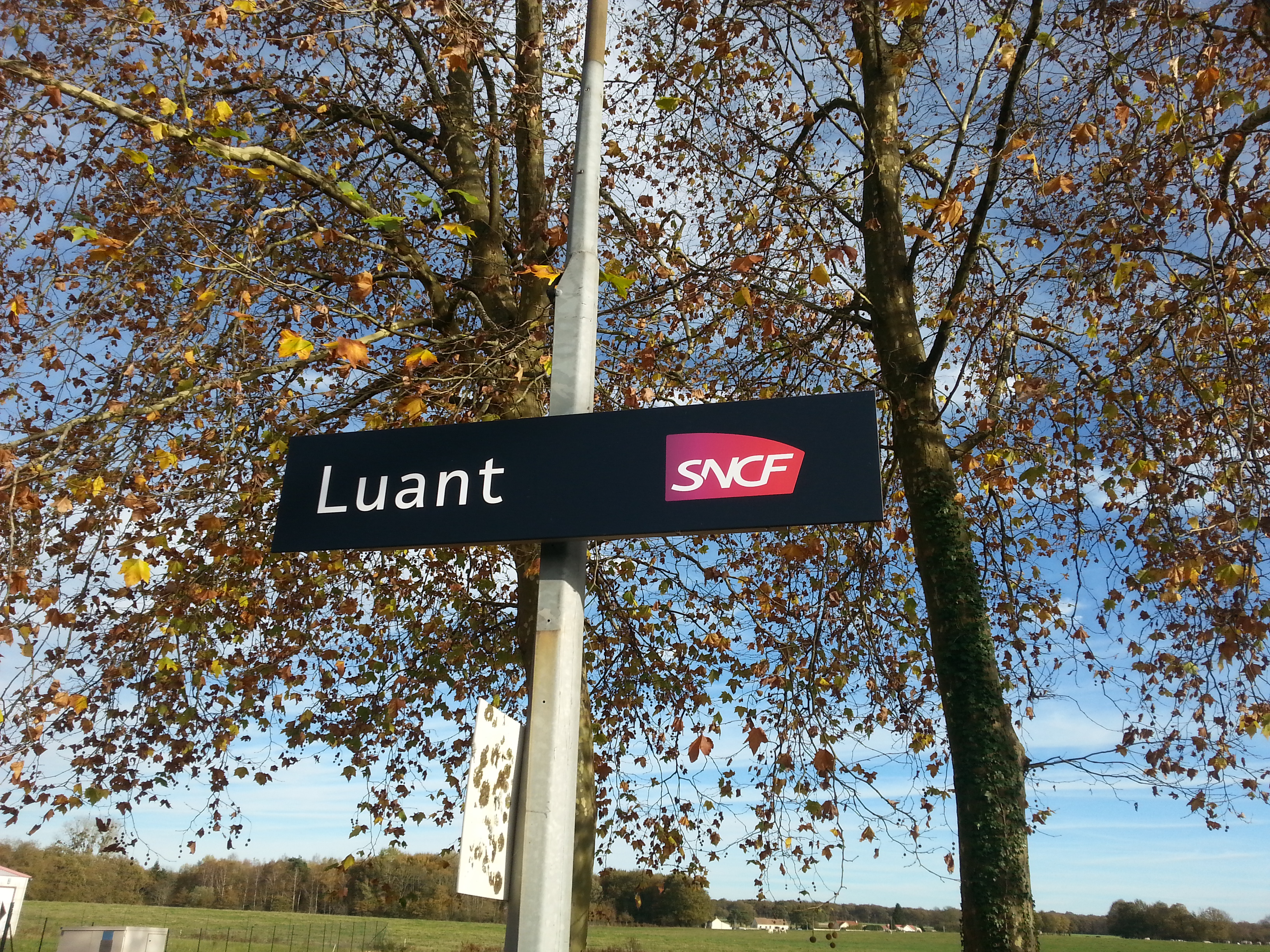
Le panneau indiquant le nom de la gare en 2015.

### Desserte
Luant est desservie par deux trains TER Centre-Val de Loire par jour : le matin par un train circulant entre Argenton-sur-Creuse et Orléans et le soir par un autre circulant entre Vierzon et Argenton-sur-Creuse.